# 科林斯 (克萊縣)
科林斯（英語：Corinth）是一個位於美國阿拉巴馬州克萊縣的非建制地區。該地的面積和人口皆未知。

## 地理
科林斯的座標為33°12′19″N 85°41′30″W / 33.20527°N 85.69166°W，而該地最高點為海拔高度272米（即892英尺）。